# Lorraine-Dietrich Type LF

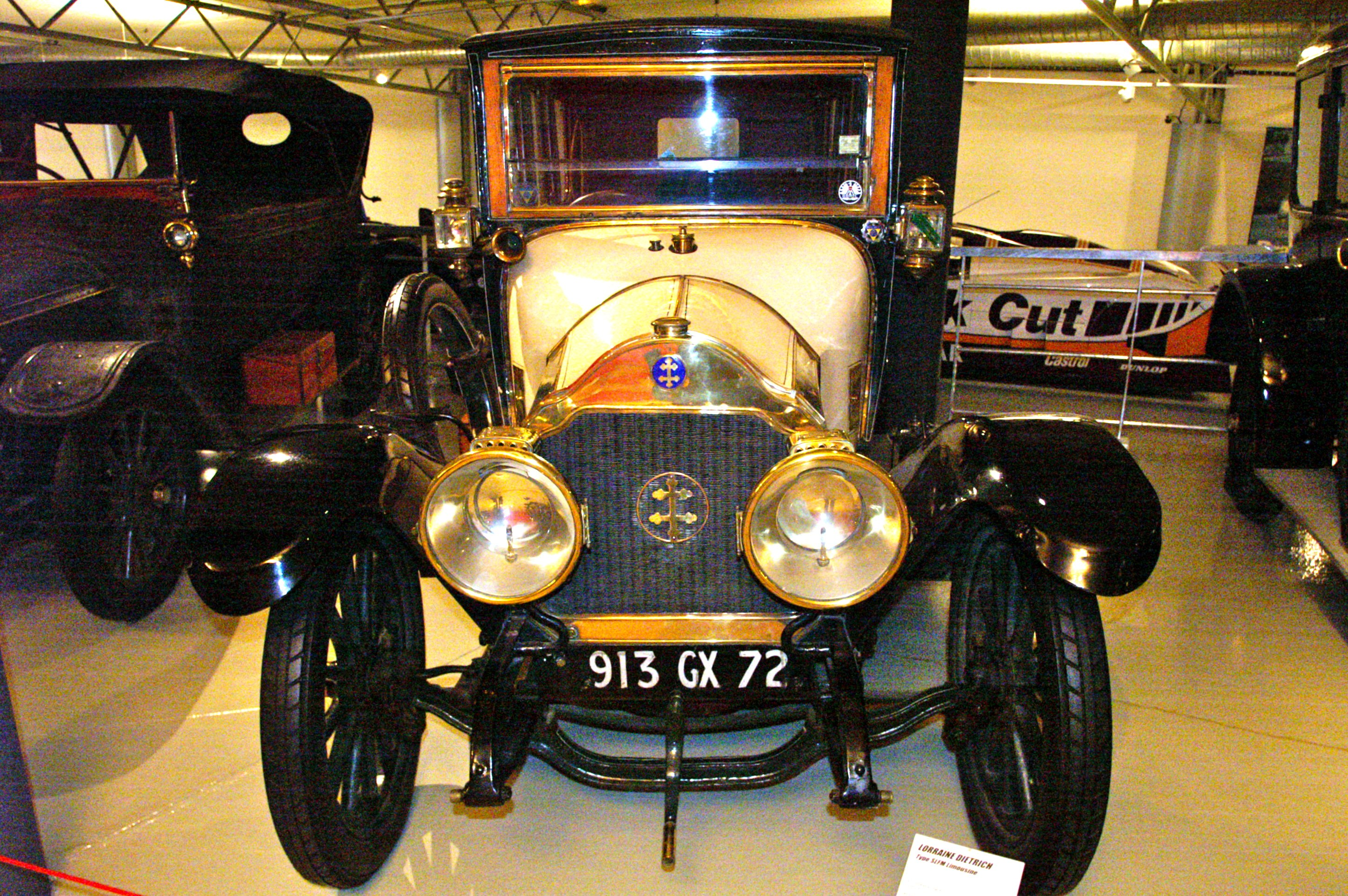
Lorraine-Dietrich Type SLFM

Der Lorraine-Dietrich Type LF ist eine Baureihe von Pkw-Modellen der 1910er Jahre. Dazu gehören Type LF, Type SLF, Type LFM und Type SLFM. Hersteller war Lorraine-Dietrich in Frankreich.

## Beschreibung
Die Baureihe stand nur 1914 im Angebot. Die Zulassung durch die nationale Behörde erfolgte bereits am 2. Juli 1913. Vorgänger war der Type HF 4.
Der Motor entstand nach einer Lizenz von Turcat-Méry. Er ist ein Vierzylinder-Reihenmotor in Monoblockbauweise. Er ist als L-Kopf-Motor mit SV-Ventilsteuerung ausgeführt. 75 mm Bohrung und 120 mm Hub ergeben 2121 cm³ Hubraum. Der Motor war damals in Frankreich steuerlich mit 12 CV eingestuft.
Der Motor ist vorn längs im Fahrgestell eingebaut. Er treibt über ein Vierganggetriebe die Hinterachse an. Die Bremse wirkt zeittypisch nur auf die Hinterräder. Type LF und Type SLF haben ein Dreiganggetriebe, Type LFM und Type SLFM ein Vierganggetriebe.
Die Fahrzeuge haben einheitlich 2837 mm Radstand und 1360 mm Spurweite.
Bekannt sind offene Tourenwagen und geschlossene Limousinen.
2016 wurde eine erhaltene Limousine für 51.600 Euro versteigert.